# Podabrus yokonensis
Podabrus yokonensis es una especie de coleóptero de la familia Cantharidae.

## Distribución geográfica
Habita en Japón.